# ماریگنی-آ-اورکسیوا
ماریگنی-آ-اورکسیوا (به فرانسوی: Marigny-en-Orxois) یک کمون در شمال فرانسه است که در بخش آیزن در او دو فرانس واقع شده‌است.

## مساحت
ماریگنی-آ-اورکسیوا ۱۵٫۵۶ کیلومتر مربع مساحت دارد.

## جمعیت
در اول سال ۲۰۱۶ جمعیت این کمون ۴۸۹ نفر بوده‌است.